# بدر بد
بدر بد (انگلیسی: Beter Bed) شرکت خرده‌فروشی هلندی است، که در سال ۱۹۸۱ تأسیس شد.